# Джуліан Брук-Гаутон
Джуліан Брук-Гаутон  (англ. Julian Brooke-Houghton, 16 грудня 1846) — британський яхтсмен, олімпійський медаліст.

## Виступи на Олімпіадах
| Олімпіада     | Дисципліна         | Місце |
| ------------- | ------------------ | ----- |
| Монреаль 1976 | Летючий голландець | 2     |